# Kodai Sakuraba
Kodai Sakuraba (13 luglio 1996) è un lottatore giapponese, specializzato nella lotta greco romana.

## Palmarès
- Campionati asiatici

Ulaanbaatar 2022: bronzo nei 77 kg.